# Bloubergstrand
Bloubergstrand (/ˌbloʊbərɡˈstrænd/) est une localité du faubourg de Blouberg (Blaauwberg) en banlieue de la ville du Cap en Afrique du Sud. Localité principalement résidentielle et touristique, Bloubergstrand est située sur la Baie de la Table à 25 km au nord du centre-ville de la ville du Cap. 

## Étymologie
Le nom Bloubergstrand signifie littéralement la plage des montagnes bleues en afrikaans et est dérivé de Blaauwberg, le nom d'une montagne voisine. 

## Démographie
Selon le recensement de 2011, Bloubergstrand compte 2 133 résidents, principalement issus de la communauté blanche (80,08 %). 
Les noirs, population majoritaire en Afrique du Sud, et les coloureds, majoritaires dans la province du Cap-Occidental, représentent respectivement 11,49 % et 3,56 % des habitants.
La langue maternelle dominante au sein de la population est l'anglais sud-africain (55,93 %) suivi de l'afrikaans (33,15 %) et du xhosa (2,34 %).

## Historique
La côte de Blouberg joua un rôle important dans l'histoire de l'Afrique du Sud. C'est sur la colline de Blouberg que la seconde occupation britannique de la colonie du Cap débuta après la victoire en 1806 du Général David Baird et du corps expéditionnaire anglais sur les forces armées de la compagnie des Indes néerlandaises commandées par le Général Janssens.
Durant l'Apartheid, Bloubergstrand était classifié en zone résidentielle réservée à la seule population blanche. Cette classification fut supprimée lors de l'abolition du Group Areas Act en 1991.

## Administration
En 1996, la municipalité de Bloubergstrand a été incorporée à la municipalité de Blaauwberg duquel elle est devenue un quartier. 
En 2000, la municipalité de Blaauwberg s'est fondue dans la nouvelle métropole du Cap.

## Circonscription électorale
Bloubergstrand se situe dans le 1er arrondissement du Cap et dans la circonscription 23 (Melkbosstrand - Table View - Cape Farms - District B à l'est de West Coast Road et ouest de la R304 et au nord de Sunningdale/Parklands- Big Bay - Blaauwbergstrand - Blouberg). Le conseiller municipal de cette circonscription est Nora Grose (DA).

## Tourisme

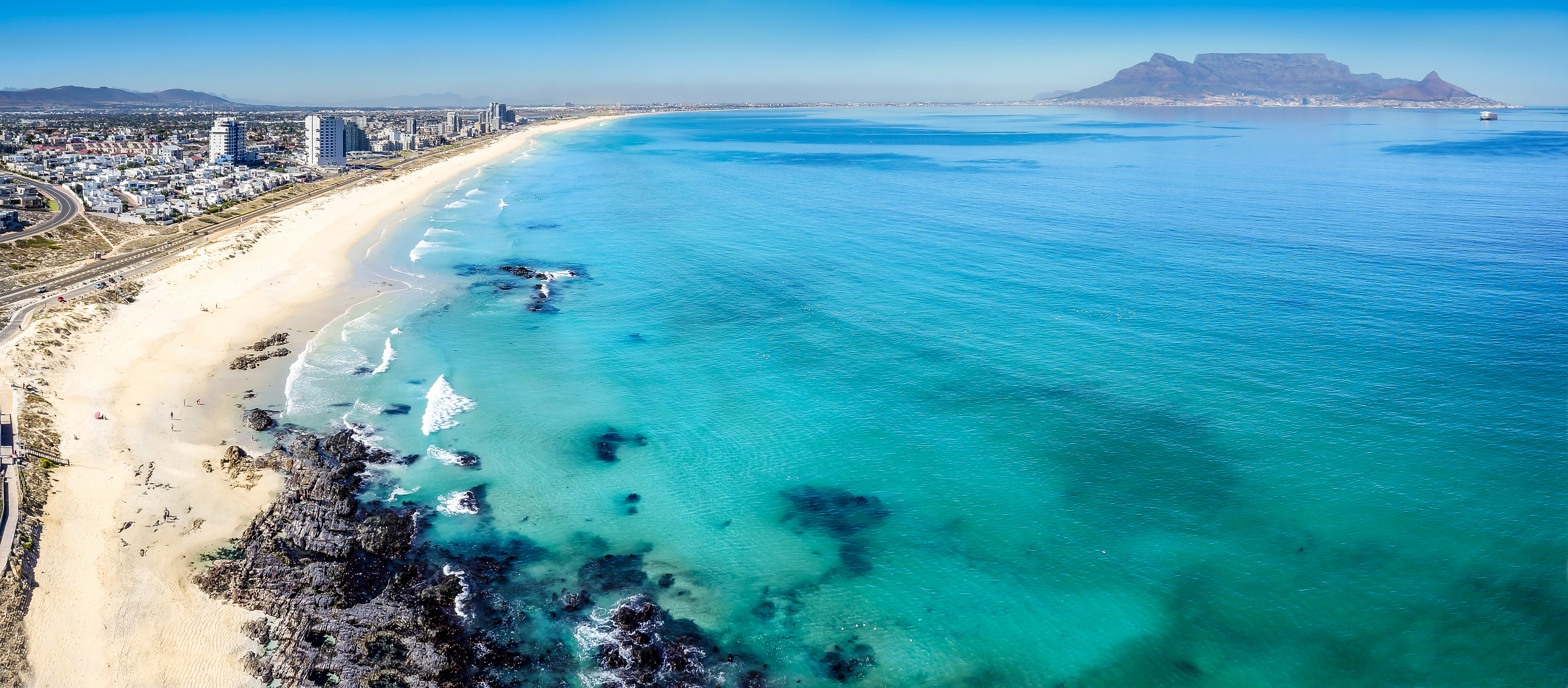
Vue aérienne de Bloubergstrand

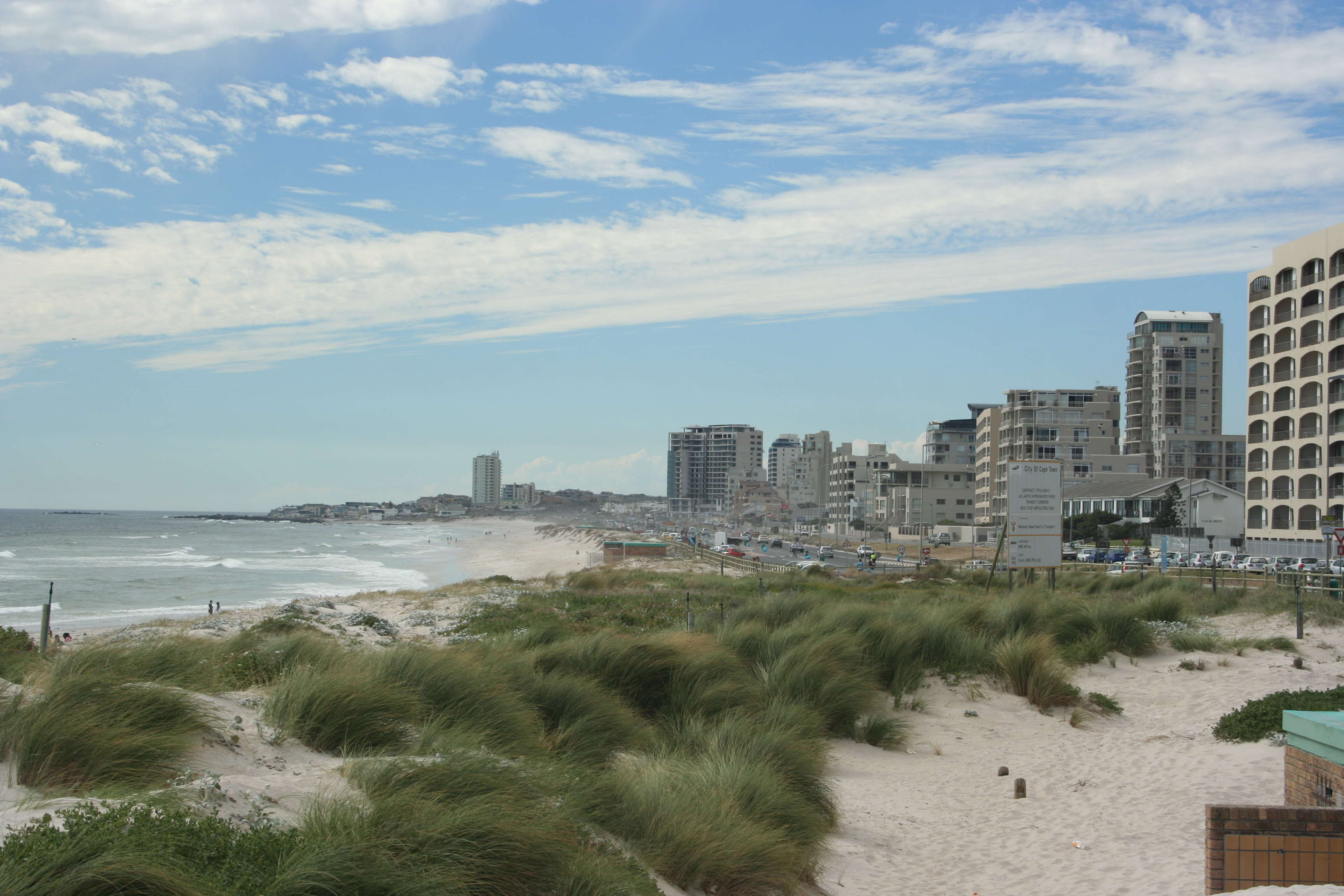
Bloubergstrand

La plage de Bloubergstrand est un endroit populaire connue pour sa vue imprenable sur la Montagne de la Table. 
Robben Island est situé à 6,9 km à l'ouest de la côte de Bloubergstrand.